# 3-ヒドロキシ安息香酸-4-モノオキシゲナーゼ
3-ヒドロキシ安息香酸-4-モノオキシゲナーゼ（3-hydroxybenzoate 4-monooxygenase）は、次の化学反応を触媒する酸化還元酵素である。
3-ヒドロキシ安息香酸 + NADPH + H+ + O2 {\displaystyle \rightleftharpoons } 3,4-ジヒドロキシ安息香酸 + NADP+ + H2O
この酵素の基質は3-ヒドロキシ安息香酸、NADPH、H+とO2で、生成物は3,4-ジヒドロキシ安息香酸、NADP+とH2Oである。補酵素としてFADを用いる。
組織名は3-hydroxybenzoate,NADPH:oxygen oxidoreductase (4-hydroxylating)で、別名に3-hydroxybenzoate 4-hydroxylaseがある。